# 332991 Tammybecker
332991 Tammybecker è un asteroide della fascia principale. Scoperto nel 2006, presenta un'orbita caratterizzata da un semiasse maggiore pari a 2,985983 UA e da un'eccentricità di 0,118601, inclinata di 5,567821° rispetto all'eclittica.